# Aizoanthemum galenioides
Aizoanthemum galenioides är en isörtsväxtart som först beskrevs av Edward Fenzl och Otto Wilhelm Sonder, och fick sitt nu gällande namn av Hans Christian Friedrich. Aizoanthemum galenioides ingår i släktet Aizoanthemum och familjen isörtsväxter. Inga underarter finns listade i Catalogue of Life.